# Pungitius
Pungitius es un género de peces Gasterosteiformes.

## Especies
Hay nueve especies:
- Pungitius bussei (Warpachowski, 1888)
- Pungitius hellenicus Stephanidis, 1971
- Pungitius laevis (G. Cuvier, 1829)
- Pungitius platygaster (Kessler, 1859)
- Pungitius polyakovi S. V. Shedko, M. B. Shedko & Pietsch, 2005
- Pungitius pungitius (Linnaeus, 1758)
- Pungitius sinensis (Guichenot, 1869)
- Pungitius stenurus (Kessler, 1876)
- Pungitius tymensis (A. M. Nikolskii, 1889)